# Julian Mioduszewski
Julian Mioduszewski (ur. 1876, zm. 1932) – polski artysta fotograf.  Członek rzeczywisty Fotoklubu Polskiego. Członek Polskiego Towarzystwa Miłośników Fotografii. Członek założyciel towarzystwa artystycznego Sztuka Polska.

## Życiorys
Julian Mioduszewski związany z warszawskim środowiskiem fotograficznym – pracował, tworzył w Warszawie. Miejsce szczególne w jego twórczości zajmowała fotografia krajobrazowa oraz fotografia portretowa. W 1927 roku był współzałożycielem towarzystwa artystycznego Sztuka Polska, skupiającego architektów, grafików, malarzy, rzeźbiarzy, scenografów oraz fotografów. Jego fotografie były wielokrotnie doceniane – m.in. w I Międzynarodowym Salonie Fotografii Artystycznej w Warszawie – w 1927 roku (był to wówczas debiut artystyczny Juliana Mioduszewskiego).
Julian Mioduszewski był autorem i współautorem wielu wystaw fotograficznych; indywidualnych oraz zbiorowych (m.in. organizowanych przez Polskie Towarzystwo Miłośników Fotografii – we własnej przestrzeni wystawienniczej). Jego fotografie były publikowane wielokrotnie w polskiej (m.in. na łamach Fotografa Polskiego) i zagranicznej, specjalistycznej prasie fotograficznej. Aktywnie uczestniczył w pracach Polskiego Towarzystwa Miłośników Fotografii (był członkiem PTMF od 1929 roku). 
W 1931 został przyjęty w poczet członków rzeczywistych Fotoklubu Polskiego.
Fotografie Juliana Mioduszewskiego znajdują się m.in. w zbiorach Muzeum Sztuki w Łodzi.